# Банковская система Российской империи
Банковская система Российской империи

## Общие сведения
В России банки появились в XVIII веке. В 1733 году императрица Анна Иоанновна, ввиду недостатка кредита и чрезвычайно высокого размера процентов, доходившего до 12 — 20 %, «чего во всём свете не водится», повелела предоставлять ссуды из монетной конторы на 8 % под залог золота и серебра в размере ¾ стоимости по указанной цене.
В царствование Елизаветы Петровны в 1754 году были учреждены Дворянские заёмные банки в Петербурге и Москве и Купеческий заёмный банк в Петербурге.
В 1758 году был учреждён Медный банк и две «Банковские конторы вексельного производства между городами», которые выдавали ссуды под переводные векселя медной монетой с тем, чтобы проценты ссуды выплачивались заёмщиками серебряной монетой. Кроме того, они брали на себя перевод векселей от лиц, которые отдавали им на хранение медную монету. В основной капитал банковым конторам ассигновано 2 млн рублей медной монетой. 
В 1769 году были учреждены Ассигнационные Банки, имевшие целью заменить полноценную ходячую монету бумажными деньгами (ассигнациями).
В 1786 году Дворянские Заёмные банки были закрыты и капиталы их были переданы Государственному заёмному банку. Купеческий банк в 1770 году прекратил выдачу ссуд, а в 1782 году он был закрыт и капитал его был передан сначала Дворянскому банку, а в 1786 году — Государственному заёмному банку.
В 1797 году был учреждён Вспомогательный Банк для дворянства. В 1817 году был основан Государственный коммерческий банк вместо существовавших учётных контор при Ассигнационных Банках для содействия в кредите купечеству. В 1842 году были созданы государственные сберегательные кассы в Петербурге и Москве. Таким образом, преобладали государственные банки, частных банков в 1857 году было 21 и их влияние на торговлю и промышленность было невелико.
В 1860 году Государственный коммерческий банк был преобразован в Государственный банк Российской империи.
Частные банки стали играть большую роль после отмены крепостного права. В 1864—1872 годах было учреждено 33 акционерных коммерческих банка и 11 акционерных земельных банков.